# Elena Loewenthal

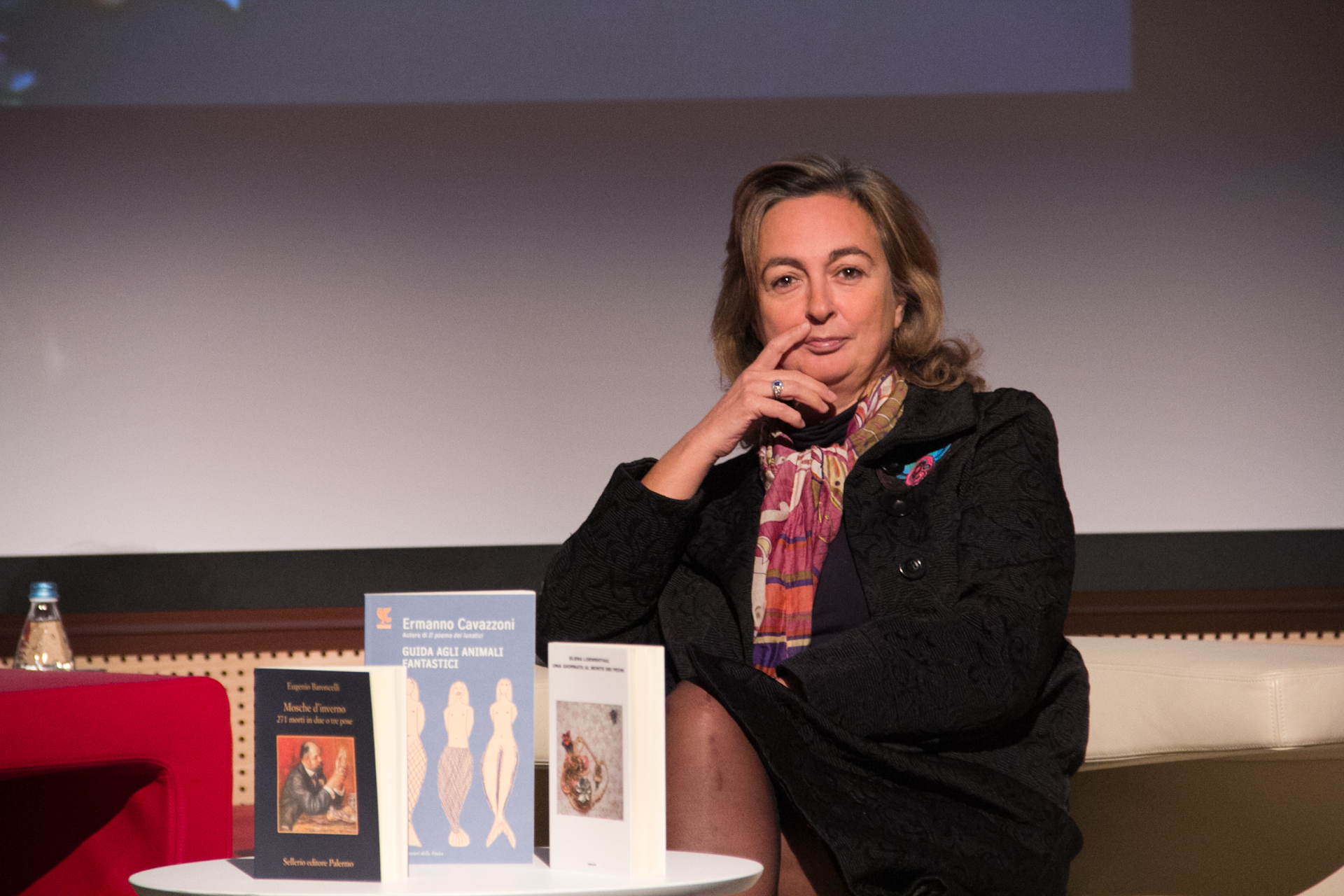
Elena Loewenthal

Elena Loewenthal  (* 22. Januar 1960 in Turin) ist eine jüdische italienische Schriftstellerin, Journalistin, Herausgeberin und Übersetzerin aus dem Hebräischen.

## Leben
Elena Loewenthal studierte an der Universität Turin Literatur und Geschichte und schloss 1983 ihre italienische Promotion mit einer Dissertation zum Thema La storiografia ebraica altomedievale. II Sepher Josippon, l'Italia Meridionale e la storia romana ab. Beim Verlag Adelphi Edizioni gibt sie von Louis Ginzberg dessen sechsbändige  The Legends of the Jews in italienischer Übersetzung heraus. Loewenthal hat, zum Teil in Kooperation mit weiteren Übersetzern, bislang aus der modernen israelischen Literatur jeweils mehrere Werke ins Italienische übersetzt von: Amos Oz; David Grossman; Meir Shalev; Yoram Kaniuk; Aharon Appelfeld; Zeruya Shalev und  außerdem bislang einzelne Werke von Gershom Scholem, Uri Orlev, Orly Castel-Bloom, Sayed Kashua, Eshkol Nevo, Avraham Burg, Shmuel Yosef Agnon, sowie von vielen weiteren Autoren, auch US-amerikanischen.
Loewenthal schreibt Beiträge zu aktuellen kulturpolitischen Fragen in der Turiner Tageszeitung La Stampa und dessen Wochenendbeilage Tuttolibri. Sie ist Dozentin für jüdische Geschichte an der Università Vita-Salute San Raffaele in Mailand.
Loewenthal lebt in Rivoli und hat eine Tochter.

## Schriften
- La storiografia ebraica altomedievale. II Sepher Josippon, l’Italia Meridionale e la storia romana, Diss. Lett. Turin 1983
- Favole della tradizione ebraica, Arcana, Milano 1989
- Figli di Sara e Abramo, Frassinelli, Milano, 1995
- Gli ebrei questi sconosciuti. Le parole per saperne di più, Baldini Castoldi Dalai, Milano 1996
- I bottoni del Signor Montefiore e altre storie ebraiche, Einaudi, Torino 1996
- Un’aringa in paradiso, Baldini & Castoldi, Milano 1997
  - Ein Hering im Paradies. Eine Enzyklopädie des jüdischen Witzes, übersetzt von Claudia Schmitt, Piper, München 1999, ISBN 3-492-04105-1
- Buon appetito, Elia! Manuale di cucina ebraica, Baldini Castoldi Dalai, Milano 1998
- Ebraismo. Storia, dottrina, diffusione, Idealibri, Rimini 1998
  - Judentum, übersetzt von Linde Birk, Scherz, Bern 1998, ISBN 3-502-15414-7
- Cucina ebraica, Fabbri editore, Milano 2000 (mit Roberta Anau)
- Il bar-mitzvà, Belforte Salomone, Milano 2002 (mit Giuseppe Laras und Moni Ovadia)
- L’Ebraismo spiegato ai miei figli, Bompiani, Milano 2002
- Gli ebrei questi sconosciuti. Le parole per saperne di più, Baldini Castoldi Dalai, Milano 2002
- Lo strappo nell’anima, Frassinelli, Milano 2002
- Lettera gli amici non ebrei. La colpa di Israele, Bompiani, Milano 2003
- Attese, Bompiani, Milano 2004
- Quando i pensieri presero la parola, Fabbri, Milano 2005
- La nascita nella tradizione ebraica. Birth in Jewish tradition, Belforte Salomone, Milano 2005
- Eva e le altre. Letture bibliche al femminile, Bompiani, Milano 2005
- Dimenticami, Bompiani, Milano 2006
- Scrivere di sé. Identità ebraiche allo specchio, Einaudi, Torino 2007
- Eva e le altre. Letture bibliche al femminile, Bompiani, Milano 2007
- Conta le stelle, se puoi, Einaudi, Torino 2008
- Tel Aviv. La città che non vuole invecchiare, Feltrinelli, Milano 2009
- Una giornata al monte dei pegni, Einaudi, Torino 2010
- La vita è una prova d’orchestra, Einaudi, Torino 2011
- Il mio piatto forte. La cucina ai tempi di Facebook, Einaudi, Torino 2012
- Vita, Raffaello Cortina Editore, Milano 2012
- La lenta nevicata dei giorni, Einaudi, Torino 2013
- Contro il Giorno della Memoria, ADD Editore, Torino 2014
- Lo specchio coperto. Diario di un lutto, Bompiani, Milano 2015

## Auszeichnungen
- 1997: Premio Andersen für I bottoni del Signor Montefiore e altre storie ebraiche[2]
- 2003: Premio Grinzane Cavour für Lo strappo dell'anima[2]
- 2003: Premio Città di Monselice für die Übersetzung von La scatola nera von Amos Oz.[3]
- 2008: Premio Procida-Isola di Arturo-Elsa Morante für die Übersetzung von La vita fa rima con la morte von Amos Oz.[4]
- 2009: “Premio Roma” e Premio Selezione Campiello für Conta le stelle se puoi.[5]
- 2009: Premio Asti d’Appello für Conta le stelle, se puoi.[1]
- 2011: Premio Chiara für Una giornata al monte dei pegni.[6]
- 2019: Premio Stresa für Nessuno ritorna a Baghdad.[7]
- 2022: Jurymitglied bei der Ermittlung des Premio Costa Smeralda[2]